# イヴァン・アレクセーエヴィチ・ドルゴルーコフ
イヴァン・アレクセーエヴィチ・ドルゴルーコフ公（ロシア語: Иван Алексеевич Долгору́ков1708年 - 1739年11月8日）はピョートル2世の寵臣。侍従長。ドルゴルーコフ家出身のロシア帝国の政治家。

## 生涯
イヴァン・アレクセーエヴィチ・ドルゴルーコフはアレクセイ・ドルゴルーコフ公爵の長男として生まれ、ポーランド大使を務めていた祖父グリゴリー・フョードロヴィチ・ドルゴルーコフ公爵のワルシャワの邸宅で、妹のエカチェリーナと一緒に育てられた。
ピョートル・アレクセーヴィチ大公(後の皇帝ピョートル2世) ( 1725 年) の小姓として、当時権力を握っていたメンシコフとピョートルから遠ざける目的で、ロシアの宮廷へ送り込まれた彼は、すぐにピョートルから遊び仲間としての寵愛を得て、メンシコフは失脚させ、1727年12月14日に侍従、1728年2月11日に侍従長に任じられた。また、ピョートル2世の死去後、彼の父親アレクセイを中心としたドルゴルーコフ家の親戚たちのからの圧力の下で、彼は偽造された遺言書にピョートル2世の署名を偽証した。（イヴァンはピョートル2世の生前から政務を放置することが多かったピョートル2世の代わりに署名をすることがよくあった。）
しかし、アンナ女帝が即位するとドルゴルーコフ家は大逆罪などにより、全ての官職と名誉を剥奪されて、トボリスクに連行され、その後シュリッセリブルクに連行され、拷問を受けて1739年11月8日に叔父のセルゲイ・グレゴリエヴィッチ・ドルゴルーコフとイヴァン・グリゴリエヴィチ・ドルゴルコフ、いとこのヴァシーリー・ルキーチ・ドルゴルーコフとともにノヴゴロドで斬首された。

## 家族
ナターリア・ボリソヴナ・シェレメテヴァと結婚して3男をもうけた。また、ナターリアは、流刑中の様子をメモした日記を残し、現在ではそれが、当時のシベリア流刑の様子を知るための重要な史料となっている。